# Трансплантологія
Трансплантологія — галузь медичної науки та хірургії, яка вивчає все, що пов'язано з пересаджуванням органів, тканин (трансплантацією) чи їх штучних замінників. Зокрема розробляються методики консервації органів і тканин для збереження щодо трансплантації, створенням та застосуванням трансплантатів (у тому числі штучних).
Нова наука, що виникла на межі генетики, трансплантології та імунології — трансплантаційна імуногенетика.

## Історія
Історія трансплантології початково базується на спробах практичної реалізації хірургічно трансплантації.
Застосування Алотрансплантатів людини має історію оперативних втручань до створення трансплантології, та відповідно це виконувалось до того, як були виявлені необхідні  умови післяопераційного виживання при таких операціях. Відторгнення та побічні ефекти щодо запобігання відторгненню (особливо інфекція та нефропатії) були, є і завжди можуть бути ключовою проблемою.
Кілька апокрифічних повідомлень про трансплантації наявні задовго до наукового розуміння та досягнень, які були необхідні для того, щоб їх дійсно усвідомлено можна було виконати. Як повідомляється, китайський лікар П'єн Чіао обміняв серця між людиною сильного духу, але слабкої волі з людиною слабкого духу, але сильної волі, намагаючись досягти рівноваги в кожній людині. У римо-католицьких звітах повідомляється, що святі Даміана і Козма у III столітті, замінюють гангренозну або ракову ногу римського диякона Юстиніана ногою нещодавно померлого ефіопа. У більшості повідомлень святі здійснюють пересадку в IV столітті, через багато десятиліть після їх смерті; в деяких записах вони містять лише інструкції живих хірургів, які проводили процедуру.
Більш вірогідні дані про ранні трансплантації стосуються трансплантації шкіри. Перший відповідальний опис — індійський хірург Сушрута у II столітті до нашої ери, який використовував аутотрансплантацію шкіри при реконструкції носа, ринопластиці. Успіх чи невдача цих процедур недостатньо документально підтверджені. Через кілька століть італійський хірург Гаспаро Тальякоцці виконав успішні аутографії шкіри; він також послідовно зазнав невдач з аллотрансплантатами, запропонувавши першу пропозицію щодо відторгнення, за століття до того, як цей механізм можна було зрозуміти. Він пояснив це «силою та міцністю індивідуальності» у своїй праці 1596 року «De Curtorum Chirurgia per Insitionem».

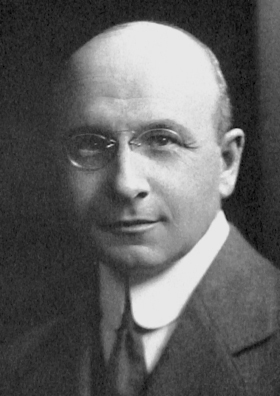
Алексіс Каррель: Нобелівська премія 1912 року за роботу щодо трансплантації органів.

Перша успішна трансплантація алотрансплантата рогівки була проведена в 1837 р. у газелі; першу успішну трансплантацію рогівки людини (кератопластичну операцію), зробив Едуард Зірм в Оломоуцькій очній клініці, нині Чехія, у 1905 році. Перша трансплантація в сучасному розумінні — імплантація тканини органу з метою заміни функції органу — була трансплантацією щитоподібної залози в 1883 році. ЇЇ виконував швейцарський хірург, а пізніше лауреат Нобелівської премії Теодор Кохер. У попередні десятиліття Кохер удосконалив видалення зайвої тканини щитоподібної залози у випадках зобу до такої міри, що йому вдалося видалити весь орган, зберігаючи життя пацієнта після такої операції. Кохер проводив повне видалення органу в деяких випадках, як міру запобігання рецидиву зобу. До 1883 р хірург помітив, що повне видалення органу призводить до комплексу особливих симптомів, які ми сьогодні навчилися пов'язувати з нестачею гормону щитоподібної залози. Кохер усувава ці симптоми, імплантуючи цим людям тканину щитоподібної залози, і таким чином здійснив першу трансплантацію органу. У наступні роки Кохер та інші хірурги використовували трансплантацію цієї залози також для лікування її дефіциту, який виникав спонтанно, без попереднього видалення органу. Трансплантація щитоподібної залози стала моделлю для абсолютно нової терапевтичної стратегії: трансплантації органів. Після прикладу щитоподібної залози впродовж десятиліть, близько 1900 років, здійснили пересаджування інших органів. Деякі з цих трансплантацій були зроблені тваринам з метою  науковогомедичного пошуку, де видалення та трансплантація органів стали успішною стратегією дослідження функцій органів. Кохер був нагороджений Нобелівською премією 1909 року за відкриття функції щитоподібної залози. Тоді ж, почали також пересаджувати органи для лікування хвороб у людей. Щитоподібна залоза стала зразком для трансплантації надниркових і паращитоподібних залоз, підшлункової залози, яєчників, яєчок і нирок. До 1900 року ідея про те, що можна успішно лікувати внутрішні захворювання заміною «хворого» органу шляхом трансплантації, була загальноприйнятою. Піонерська робота в хірургічній техніці трансплантації була зроблена на початку 1900-х років французьким хірургом Алексісом Каррелєм разом з Чарльзом Гатрі щодо трансплантації артерій або вен. Їхні вправні операції з анастомозування та нові техніки накладання швів заклали основу для подальшої операці з трансплантації та отримали Нобелівську премію з фізіології та медицини 1912 року. З 1902 року Каррель проводив експерименти з пересаджування на собаках. Хірургічно успішно перемістив нирки, серця та селезінки, він одним із перших визначив проблему відторгнення, яка залишалася нездоланною впродовж десятиліть. Відкриття німецьким хірургом Георгом Шоне трансплантаційного імунітету, різні стратегії зіставлення донора та реципієнта, використання різних засобів для пригнічення імунітету не призвели до суттєвого покращення, тому трансплантація органів була значною мірою «відкинута» після Першої світової війни.
У 1954 році в лікарні Brigham & Women's Hospital в Бостоні, штат Марі, була зроблена перша в історії успішна трансплантація органу. Операцію зробив доктор Джозеф Мюррей (англ. Joseph Murray), який за свою роботу отримав Нобелівську премію з медицини. Причиною його успіху стали Річард і Рональд Херрік з штату Мен. Річард Херрік сужив у військово-морському флоті та важко захворів на гостру ниркову недостатність. Його брат Рональд пожертвував свою нирку Річарду, і він прожив ще 8 років. До цього, реципієнти не проживали більше 30 днів після операції. Ключем до успішної трансплантації був той факт, що Річард і Рональд були однояйцевими братами-близнюками, і не було необхідності в ліках проти відторгнення, про що на той момент не було відомо. Це був найважливіший момент у хірургічній трансплантології, тому що тепер бригади з трансплантації знають, що це е успішною умовою і має важливу роль у медицині відторгнення/противідторгнення.
Основні кроки щодо трансплантації шкіри відбулися під час Першої світової війни, особливо в роботі Гарольда Гіллі в Олдершоті. Серед його досягнень був прогресивний трубчастий трансплантат «на ніжці», який підтримував тілесний зв'язок з донорським місцем, поки трансплантат не встановлювався власний кровотік у місці пересаджування. Помічник Гіллі, Арчібальд Макіндо, продовжив роботу у Другій світовій війні як реконструктивну хірургію. У 1962 році була проведена перша успішна операція з реплантації — прикріплення відрізаної кінцівки та відновлення (обмеженої) функції та відчуття.
Трансплантація однієї гонади (яєчка) від живого донора була проведена на початку липня 1926 р у Заєчарі, Сербія, російським емігрантом хірургом, доктором Петром Васильовичем Колесніковим. Донором був засуджений вбивця, Ілія Краян, смертний вирок якого замінили на 20 років позбавлення волі, і його привели до думки, що це було зроблено, тому що він передав яєчко літньому лікарю. І донор, і реципієнт вижили, але прокуратура висунула звинувачення проти доктора Колеснікова в суді не за проведення операції, а за брехню донору.
Першу спробу трансплантації померлого-донора людини здійснив український хірург Юрій Вороний у 1930-х роках;, але критична ішемія не давала досягти позитивного результату. Джозеф Мюррей та Дж. Хартвелл Харрісон здійснили першу успішну трансплантацію нирки між однояйцевими близнюками у 1954 р, оскільки для генетично ідентичних осіб імуносупресія непотрібна.
Наприкінці 1940-х років Пітер Медавар, працюючи в Національному інституті медичних досліджень, покращив розуміння відторгнення. Виявляючи імунні реакції в 1951 році, Медавар припустив, що можна використовувати імуносупресивні препарати. Кортизон був нещодавно відкритий, а більш ефективний азатіоприн був виявлений у 1959 році, але лише після відкриття циклоспорину в 1970 році трансплантаційна хірургія отримала достатньо потужний імуносупресор.
Було виконано успішне трансплантування від померлого донора легень до хворого на рак легень в червні 1963 року, хірургом Джеймсом Харді в Медичному центрі університету Міссісіпі в Джексоні. Пацієнт Джон Рассел прожив вісімнадцять днів, перш ніж помер від ниркової недостатності.
У тому ж році Томас Старцл (Thomas Starzl) з Денвера спробував пересадити печінку, але він досяг успіху лише в 1967 році.
На початку 1960-х років і до того, як тривалий діаліз став доступним, Кейт Ремтсма (Keith Reemtsma) та його колеги з університету Тулан у Новому Орлеані зробили спробу трансплантації нирок від шимпанзе до 13 пацієнтів, людей. Більшість із цих пацієнтів прожили лише один-два місяці. Однак у 1964 році 23-річна жінка прожила дев'ять місяців і навіть повернулася на роботу шкільною вчителькою, поки раптом не впала і не померла. Передбачалося, що вона померла від гострого електролітного порушення. При розтині нирки не були відторгнені, і не було жодної іншої очевидної причини смерті. Одне джерело стверджує, що цей пацієнт помер від пневмонії. Том Старцл та його команда у Колорадо використовували нирки бабуїна для шести пацієнтів, які прожили один-два місяці. Інші в США та Франції мали обмежений досвід.
Серце стало головним призом для хірургів-трансплантологів. Але крім проблем відторгнення, серце стає непридатним впродовж декількох хвилин після смерті, тому будь-яку операцію доведеться виконувати з великою швидкістю. Необхідна була також розробка апарату серце-легені. Піонер, щодо легенів, Джеймс Харді був готовий спробувати пересадити людське серце в 1964 році, але коли передчасна недостатність коматозного серця Бойда Раша застала Харді без людського донора, він використав серце шимпанзе, яке билося в грудях пацієнта приблизно лише до години. Перший частковий успіх був досягнутий 3 грудня 1967 року, коли Крістіан Барнард з Кейптауна, Південно-Африканська Республіка, здійснила першу в світі трансплантацію серця від людини до людини з пацієнтом Луїсом Вашканським як реципієнтом. Вашканський вижив вісімнадцять днів серед багатьох  сприймався як огидний рекламний цирк. Інтерес ЗМІ викликав хвилю пересадок серця. У 1968—1969 роках було виконано більше сотні, але майже всі люди померли впродовж 60 днів. Другий пацієнт Барнарда, Філіп Блейберг, прожив 19 місяців.
Поява циклоспорину змінила трансплантацію від дослідницької хірургії до хірургії порятунку життя. У 1968 році піонер хірургії Дентон Кулі (англ. Denton Cooley) здійснив 17 трансплантацій, включаючи першу трансплантацію серця-легені. Чотирнадцять його пацієнтів померли впродовж шести місяців. До 1984 року дві третини всіх пацієнтів з пересадженим серцем вижили до п'яти років і більше. Оскільки пересадка органів стала звичайною справою, обмеженою лише донорами, хірурги перейшли до більш ризикованих сфер, включаючи трансплантацію багатьох органів людям і дослідження трансплантації всього тіла на тваринах. 9 березня 1981 р у Стенфордській університетській лікарні відбулася перша успішна трансплантація серця та легенів. Головний хірург, Брюс Райц(Bruce Reitz), вважав що одужання пацієнта відбулось за рахунок використання циклоспорину.
Оскільки зростання успішності трансплантології та сучасна імуносупресія роблять трансплантації більш поширеними, потреба в більшій кількості органів стала критичною. Пересадки від живих донорів, особливо родичів, стають все більш поширеними. Крім того, проводиться суттєве дослідження ксенотрансплантації або трансгенних органів; хоча ці форми трансплантації ще не використовуються у людей, були проведені клінічні випробування із застосуванням специфічних типів клітин з багатообіцяльними результатами, такими як використання свинячих острівців Лангерганса для лікування діабету 1 типу. Однак існує ще багато проблем, які потрібно вирішити, перш ніж вони стануть реальними варіантами допомоги людям, яким потрібна трансплантація.
Останнім часом дослідники шукають засоби зменшення загального навантаження імуносупресією. Загальноприйняті підходи включають уникнення стероїдів, зменшення впливу інгібіторів кальциневрину(calcineurin) та інші засоби відлучення від ліків на основі результатів обстеження і спостереження пацієнта, його функцій. Хоча короткострокові результати виглядають багатообіцяльними, довгострокові результати поки невідомі, і загалом зменшення імуносупресії збільшує ризик відторгнення та зменшує ризик зараження. Ризик раннього відторгнення зростає, якщо уникнути або припинити імуносупресію кортикостероїдів після трансплантації нирки.
Розробляється багато інших нових препаратів для трансплантації. Нова сфера регенеративної медицини обіцяє вирішити проблему відторгнення трансплантата органів шляхом відновлення органів у лабораторії, використовуючи власні клітини людини (стовбурові клітини або здорові клітини, вилучені з донорського сайту).
Станом на  2021 трансплантологія є відносно молода галузь медицини, так як пов'язана безпосередньо не тільки з анатомією та мікробіологією, але й серологією, ізосерологією, імунологією — де аспектам сумісності тканин і органів, їх підготування і підтримування до та після трансплантації, виділено найважливіше місце.
Розвиток трансплантології продовжується, проте, кількість пацієнтів, які потребують хірургічних трансплантацій, щороку зростає й значно перевищує потенційно можливу кількість донорів.

## Соціальні аспекти
При трансплантації органів у людей, окрім медичних аспектів (хірургічний — методики пересаджування, біологічний — сумісність та пригнічення відторгнення, психологічний — життя пацієнта з імплантом (трансплантом) в соціумі), існують не менш важливі аспекти: економічний та юридичний (інколи етичноправовий).

## Трансплантологія в Україні
У 2018 році Верховна Рада України ухвалила Закон «Про застосування трансплантації анатомічних матеріалів людині».
У 2019 році до Закону були внесені зміни, які сприяли урегулюванню процесу пересадки анатомічних матеріалів людині. Після цього трансплантація стала більш поширеним та відомим методом лікування в Україні. А саме:
- сформовано стратегію розвитку системи трансплантації в Україні;
- удосконалено наказ про діагностику смерті мозку;[33]
- узаконено пересадку органів в тому числі від близьких родичів.

Наприкінці 2020 року було введено в тестову експлуатацію Єдину державну інформаційну систему трансплантації.
У 2020—2021 рр. було змінено тарифи на проведення всіх видів трансплантацій.
Також за останні 2 роки[коли?] підписано договори з центрами трансплантації щодо передоплати за проведення операцій, реалізовано можливість взаємодії з недержавними реєстрами донорів кістокового мозку, що дозволило через співпрацю з БФ "Український реєстр донорів кісткового мозку" реалізувати пошук неродинного донора кісткового мозку у світовому реєстрі донорів кісткового мозку[джерело?]. Також було врегульовано транспортування трансплантатів.
Координація діяльності учасників системи трансплантації відбувається Спеціалізованою державною установою «Український центр трансплант-координації» (від МОЗ України).
Впродовж першого півріччя 2021 року українські медики виконали 126 операцій з трансплантації органів та було задіяно 20 центрів.

## Дослідження
Ранніх стадій медична лабораторія та дослідницька компанія під назвою Органово досліджує та розробляє функціональні тривимірні тканини людини для медичних досліджень та терапевтичного застосування. Компанія використовує свій біопринтер NovoGen MMX для 3D-друку. Органово очікує, що біодрук тканин людини пришвидшить процес доклінічних випробувань та виявлення лікарських засобів, що дозволить створювати лікування швидше та з меншими витратами. Крім того, Органово має очікування, що ця технологія може бути придатною для хірургічної терапії та трансплантації.
Подальший напрямок активних досліджень стосується вдосконалення та оцінки органів під час їх збереження. Виникли різні методики, які демонструють велику перспективу, більшість з яких передбачає перфузію органу в умовах гіпотермії (4-100С) або нормотермічної (370С). Все це додає додаткові витрати та матеріально-технічну складність процесу вилучення, збереження та трансплантації органів, але ранні результати показують, що це може того варте. Гіпотермічна перфузія клінічно використовується для трансплантації нирок і печінки, тоді як нормотермічна перфузія була ефективно використана в серці, легенях, печінці і, рідше, у нирках.
Інший напрямок досліджень — використання генно-інженерних тварин для трансплантації. Подібно донорам людських органів, вчені розробили генно-інженерну свиню з метою зменшення відторгнення пацієнтами органів свиней. Наразі це на етапі базового дослідження, але воно демонструє велику перспективу щодо полегшення довгих черг очікування на трансплантацію органів, а кількість людей, які потребують пересадки, перевищує кількість донорських органів. Проводяться випробування, щоб запобігти переходу трансплантації органів свині до фази клінічних випробувань, доки безпечно та задовільно не вдасться контролювати потенційний перенос хвороби від свиней до людини (Isola & Gordon, 1991).